# Puttuaalu Brook
Der Puttuaalu Brook ist ein etwa 54 km langer Fluss im Norden von Labrador in der kanadischen Provinz Neufundland und Labrador.

## Flusslauf
Der Puttuaalu Brook bildet den Abfluss eines etwa 320 m hoch gelegenen namenlosen Sees. Er fließt anfangs 20 km in überwiegend östlicher Richtung und wendet sich anschließend nach Nordosten. Am Oberlauf befindet sich ein 4 km langer See. Bei Flusskilometer 21 touchiert der Fluss den am rechten Flussufer gelegenen 4,7 km² großen See Puttuaalu Lake (⊙). Auf den letzten 10 Kilometern weist der Fluss zahlreiche Flussschlingen auf. Schließlich mündet der Puttuaalu Brook in den etwa 20 m hoch gelegenen 23,3 km² großen See Tasiuyak Tasialua Lake (⊙). Der See wird über Laura Lake (⊙), Frank Lake (⊙) und einen namenlosen See zur Tasiuyak Bay (⊙) hin entwässert. Das gesamte Flusssystem hat ein Einzugsgebiet von 1471 km². Einschließlich des abstrom gelegenen Flussabschnitts zum Meer beträgt die Gesamtlänge etwa 78 km.

## Flussfauna
Im Flusssystem des Puttuaalu Brook kommen Wandersaibling und die anadrome Form des Bachsaiblings vor.